# Метросексуалац
Метросексуалац је неологизам који је сковао и први пут употребио британски новинар Марк Симпсон. По његовом мишљењу, метросексуалац је “урбани мушкарац било које сексуалне оријентације који има снажан смисао за естетику и који троши велику количину времена и новца на свој изглед и начин живота”.

## Порекло и еволуција термина
Термин је настао 1994. године. Непосредно пре његове појаве Симпсон је објавио књигу Мушки имитатори: Мушкарци изводе мушкост. У њој је Симпсон темељно анализирао утицај потрошачке свести, медија, и поготово штампе намењене мушкарцима на традиционално поимање мушкости.
Нешто касније, 15. новембра 1994. у угледној британској дневној новини Индепендент, Симпсон је објавио чланак сличне садржине где је по први пут искористио овај неологизам. Једно време термин се уопште није користио да би ренесансу доживео чланком у Њујорк тајмсу из 2003. И овај чланак се бавио појавом нових стандарда мушкости. Овим је термин знатно добио на популарности и из тог периода датира и почетак његове редовне употребе, посебно у британским и америчким медијима.
Учесталу употребу термина условила је и либерализација уопштене друштвене климе по питањима сексуалности. Канада и многе федералне државе у САД донеле су уредбе којима је дозвољено успостављање бракова између парова истог пола. Медијска еволуција у овом пољу, поготово захваљујући серијама као Вил и Грејс и Елен које су показале хомосексуалце у новом и другачијем светлу, у великоме је допринела померању јавног мишљења. Многи познати мушкарци, као Дејвид Бекам и Бред Пит, ускоро су етикетирани као метросексуалци и донекле постали иконе метросексуалности.
Са овим појмом јавило се и неколико других, мање распрострањених, али социолошки интересантних. Тако, ретросексуалац означава мушкарца који одбија да брине о свом изгледу и представља сушту супротност метросексуалцу (и овај неологизам сковао је Симпсон). Јавља се и релативно комплекснији термин уберсексуалца, који би представљао просвећеног мушкарца, како у физичком тако и у интелектуалном погледу.

## Мењање концепта мушкости
Стандардни архитип мушкарца у последње време доживео је знатну еволуцију. Иако је тешко прецизно дефинисати норме које одређују мушкост, у својој књизи Реконструисана мушкост, др Роналд Левант их даје кроз следеће: “избегавање феминизираности, уздржавање емоција, секс одвојен од интимности, стремљење ка успесима и статусу, самоослањање, снага и агресија, хомофобија”
Новија истраживања, међутим, показују да све мањи број мушкараца прихвата ове норме као нужност и све мање обраћа пажњу на традиционалистичка поимања мушкости. Ово је нарочито изражено у снажном раскиду са ограничавањем на улогу мушкарца и избегавањем феминизираности. Ово се донекле може сматрати и извесном коеволуцијом (која показује и степен цикличности): док мушкарце (по релевантном истраживању) нешто мање занима професионална афирмација, појављује се известан тренд раста броја жена које на листи приоритета високо постављају успех у каријери. У прошлости су накит, интерес за уметност и музику, па чак и шминка била поља отворена претежно само за мушкарце, да би се данас она налазила у домену женствености. Метросексуалност се стога може и посматрати као одговор мушкараца на ове промене, који води даљем изједначавању међу половима и одумирању некада изузетно поларисаних улога мушкарца и жене.
Међутим, несумњиво је да метросексуалност у великој мери храни и тржишна политика капитализма. Пропагирање слике модерног мушкарца - метросексуалца, које врше бројни часописи окренути мушкарцима, има специфичан утицај на психу читалаца. Многи верују да је метросексуалност заправо само извесна подврста нарцизма. У модерним иконама мушкараца, читаоци виде и почињу да теже ономе што би волели да буду. Свакако, овакви помаци имају веома позитивне последице по модне и козметичке индустрије, које се све више фокусирају на производе намењене мушкарцима и адекватном маркетингу који ову тежњу продубљује. Новија истраживања показују да британски мушкарци, по количини новца потрошеног на козметику на годишњем нивоу, за Британкама заостају тек око 20 фунти.
Културолошки ставови према мушкости једноставно се мењају, са медијима као главним покретачима промена, а њихов производ је стварање потпуно новог концепта мушкости.